# Холи

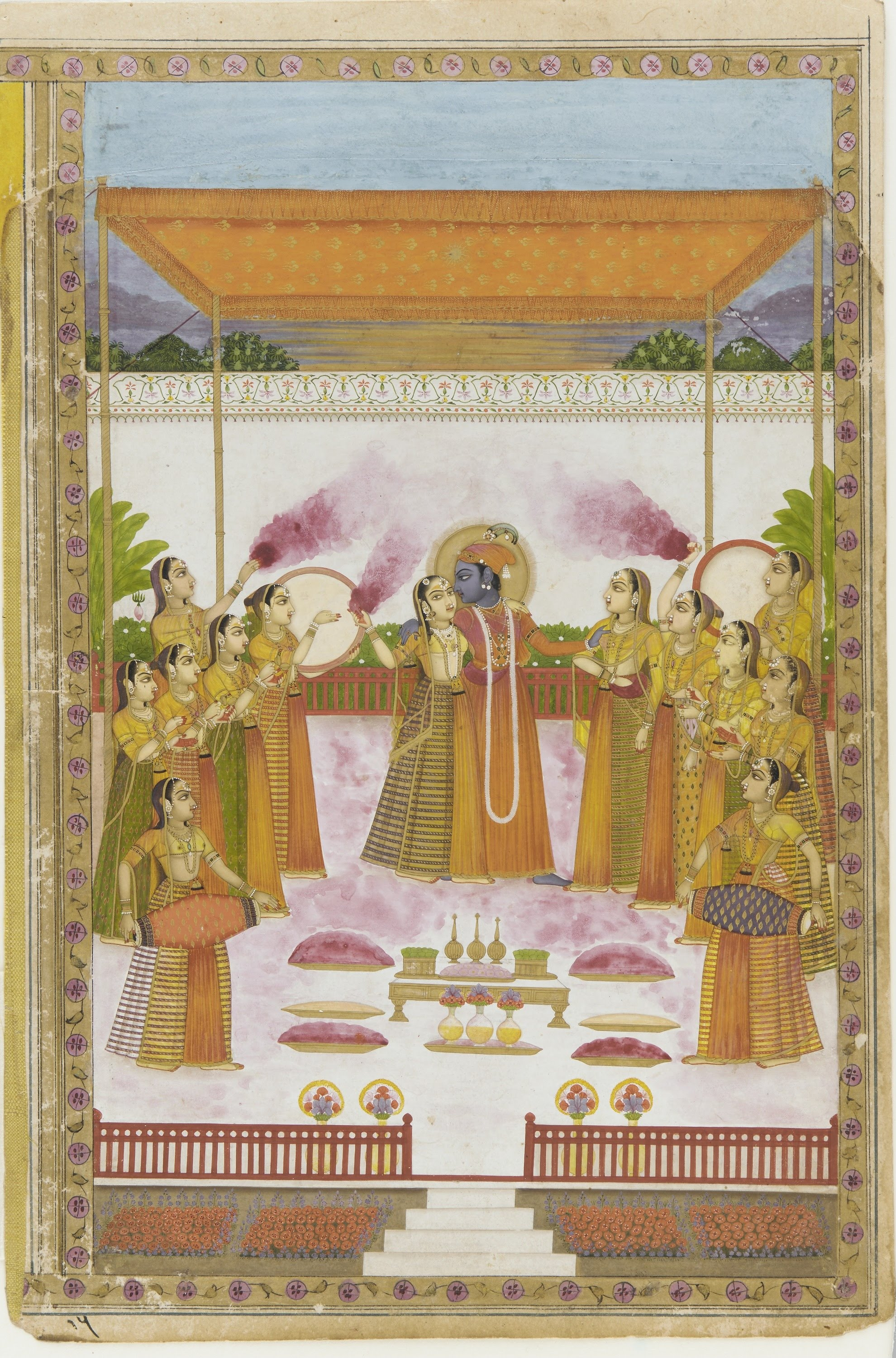
Кришна, Радха и гопи отмечают Холи

Хо́ли (хинди होली), также известный как Пха́гвах (бходжпури: 𑂤𑂏𑂳𑂄) и Фестиваль красок — ежегодный индуистский трёхдневный праздник весны, отмечаемый в полнолуние месяца пхальгуна (февраль — март). Во второй и третий день Холи принято посыпать друг друга цветным порошком или поливать подкрашенной водой.

## История
Существуют различные версии происхождения праздника, что связано с разными областями Индии. Самой древней и известной версией является индуистский миф о том, как Шива сжёг своим взглядом Каму. Кроме того, в северной части Индии возникновение традиции празднования связывают с легендами о Кришне и его играх с гопи. Тем не менее, чаще всего считают, что праздник восходит своими корнями к индуистскому мифу о противнице Вишну — демонице Холики, чьё имя напрямую связано с названием праздника и чьё чучело сжигают на праздничном костре.

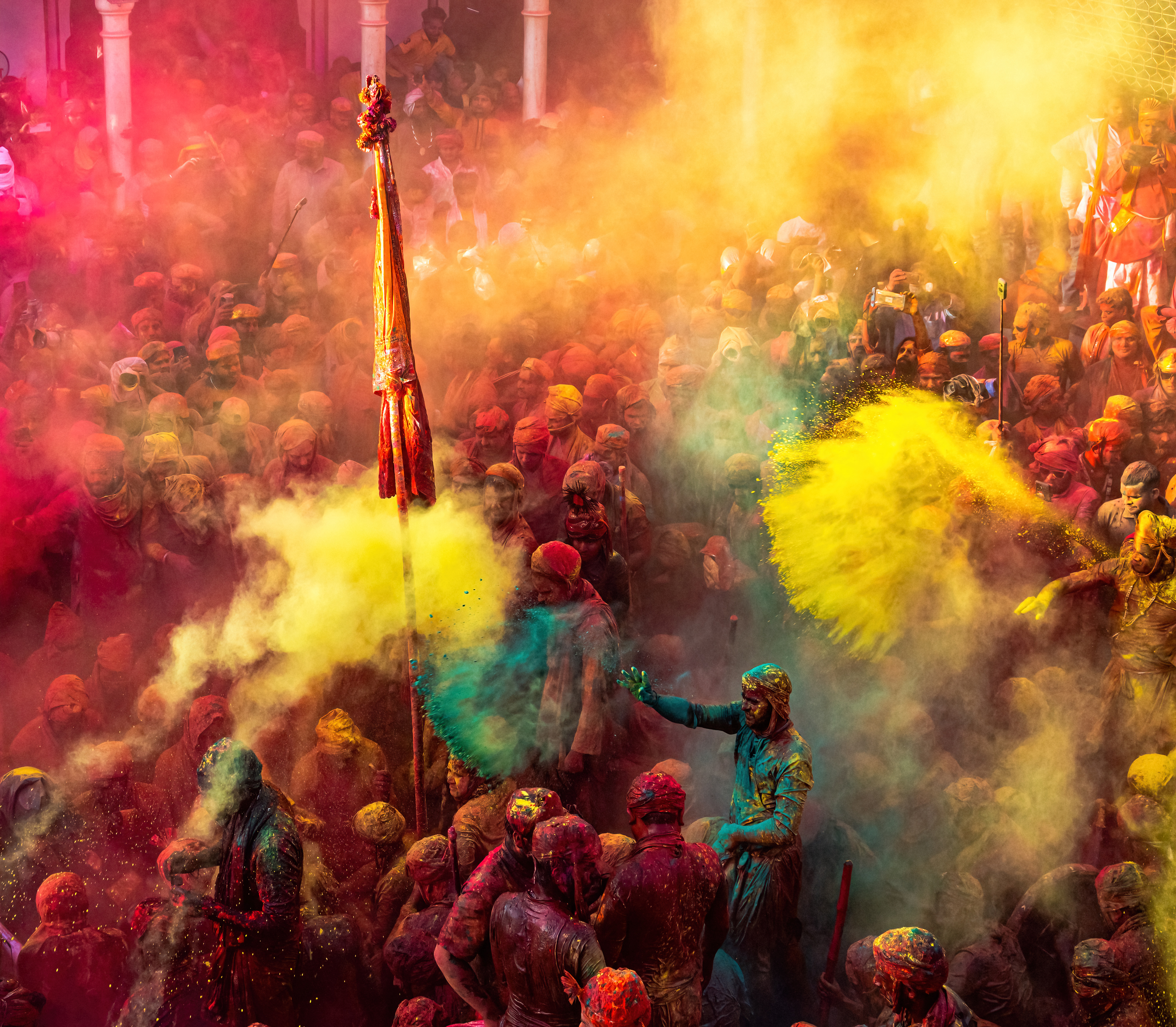

## Празднование

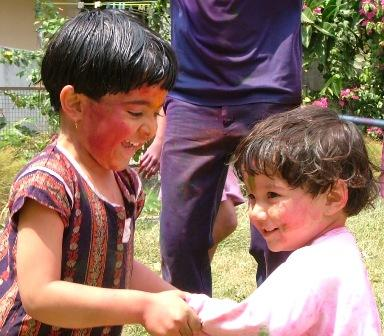
Празднование Холи в Пуне, Индия

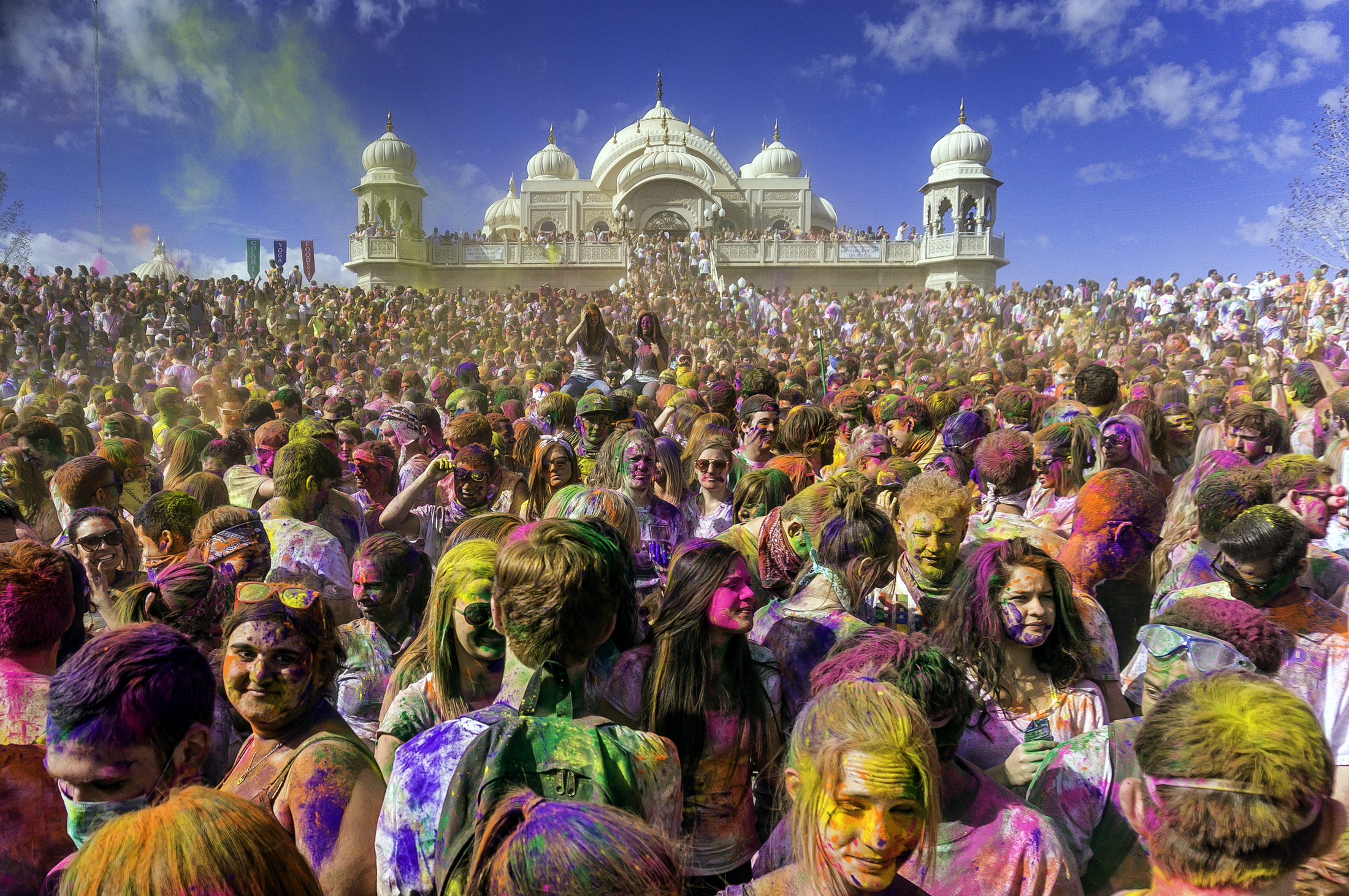
Празднование Холи в храме Радхи-Кришны в Спэниш-Форк, штат Юта, США (2013)

Фестиваль приходится на начало весны и длится два-три дня в конце февраля — начале марта. В индусском календаре Холи, как правило, выпадает на полнолуние (известное в языке хинди как Пхалгун Пурнима или Поорнмаши). В первый день фестиваля, ближе к ночи, разводится костёр для сожжения огромного чучела или украшенного дерева, символизирующего сожжение Холики, а также проводится прогон скота через огонь и хождение по углям. На второй день, известный как Дхалунди, и третий день участники праздника устраивают шествие до наступления сумерек, осыпая друг друга цветным порошком, поливая подкрашенной водой и грязью. Во время празднования Холи участникам рекомендуется соблюдать осторожность, особенно тем, кто не знаком с фестивалем или имеет аллергию на используемые красители. Обрядность праздника содержит оргиастические элементы.

### Атрибуты
Также приготавливается особый напиток «тандай», украшенный «бхангом», содержащий небольшое количество марихуаны. Музыкальное сопровождение производится с помощью дхоли и других традиционных индийских инструментов.

### Региональные различия
В Бангладеш известен как Дольятра или Бошонто Утшоб (букв. «весенний фестиваль»). Холи не является исключительно индуистским торжеством, так как верующие других религий (сикхизма, джайнизма и прочих) имеют свои версии праздника. Наиболее шумные и торжественные формы фестиваль принимает в Пенджабе, где в нём принимают участие и индуисты, и сикхи.

## В странах СНГ
Холи также проводился в России, Белоруссии и Украине.
Фестиваль регулярно вызывает неодобрение у представителей Русской православной церкви. Так в 2015 году в Пензе на празднике происходила агитация и раздача листовок православными активистами с участием священнослужителей РПЦ. Тогда же Миссионерский отдел Челябинской епархии РПЦ выпустил письмо-предостережение в котором указал, что «фестиваль красок Холи имеет тщательно скрываемую организаторами религиозную подоплеку» и что «языческий обряд разбрасывания разноцветного порошка, чуждый православному сознанию, — это грех и измена Богу», а руководитель отдела Константин Путник в беседе с «31 каналом» отметил, что это мероприятие представляет собой «обсыпание пеплом от костра, на котором была сожжена демоница, чертовка». В свою очередь старший жрец челябинского Центра ведической культуры, связанного с Международным обществом сознания Кришны, выступившего организатором мероприятия, Никита Черных высказал мнение, что РПЦ боится конкуренции и за прихожан, и их пожертвования, а также заявил тому же телеканалу: «Мы не очень поддерживаем нынешнее проведение фестиваля Холи с рок-концертами, алкоголем, раздеванием. Всё это превращается в достаточно странное событие».
В том же году священник РПЦ Георгий Максимов предостерёг православных от участия в празднике Холи как в языческом ритуале. Епископ Александрийский и Светловодский УПЦ МП Боголеп (Гончаренко) также выразил опасение о том, что краски могут нанести вред здоровью.
В мае 2017 года миссионерский отдел Челябинской епархии обратился в прокуратуру с просьбой проверить Всероссийский фестиваль красок Холи в Челябинске на соответствие российскому законодательству, поскольку посчитал, что «организаторы праздника злонамеренно пошли на откровенный подлог, изменив название праздника, пытаясь представить его как невинное светское развлечение, веселую забаву для молодёжи», а сам праздник рассматривает в качестве «змеиного проникновения демонических практик в душу нашего народа с целью его разложения». В августе 2017 года фестиваль был отменён в Воронеже по требованию православного активиста — члена миссионерской коллегии Липецкой епархии Дмитрия Адоньева, которое поступило в мэрию города. В свою очередь организаторы считают, что мероприятие является молодёжным и в нём нет ничего плохого.